# XIX Giochi dei piccoli stati d'Europa
I XIX Giochi dei piccoli stati d'Europa sono stati un evento multisportivo tenutosi a La Valletta, Malta, dal 29 maggio al 3 giugno 2023.
Malta aveva già ospitato due edizioni dei Giochi, nel 1993 e nel 2003. La diciannovesima edizione, prevista inizialmente per il 2021 ad Andorra, è stata rinviata al 2023 a causa della pandemia di COVID-19.

## Candidatura e preparazione
Julian Pace Bonello (presidente del Comitato Olimpico Maltese), nel febbraio 2017, ha annunciato che Malta si sarebbe candidata per i Giochi del 2023. 
Nel febbraio 2022, il Comitato Olimpico Maltese (MOC) ha lanciato ufficialmente i Giochi dei piccoli stati d'Europa, con Bonello (presidente del MOC dal 2021) dicendo di sperare che l'evento "rendesse orgoglioso il Paese" e "servisse da catalizzatore per ispirare i giovani atleti". Malta ha ospitato l'Assemblea dei Giochi dei Piccoli Stati d'Europa nel giugno 2022, approvando il programma sportivo definitivo dei Giochi.  Il governo di Malta, con un finanziamento di 5 milioni di euro concesso a Sport Malta, si è impegnato a sostenere l'evento e gli allenamenti degli atleti maltesi. 

### Logo e mascotte
A fine 2021, il MOC e il Centro per l'educazione fisica e lo sport del Ministero dell'Istruzione hanno lanciato una competizione per la progettazione del logo e della mascotte dei Giochi, aperto a bambini e ragazzi dai 10 ai 18 anni  . Prendendo spunto dalle proposte, il logo è stato poi progettato e disegnato da Concept Stadium e svelato nel giugno 2022 da Clifton Grima, ministro dell'Istruzione, dello sport, della gioventù, della ricerca e dell'innovazione.   Si diceva che il logo "fondesse i famosi anelli olimpici con il mare, il pesce e un'icona maltese riconosciuta da molti: il simbolo dell'occhio" (presente in diverse parti della cultura maltese come incantesimi contro il malocchio o come segno di identità spirituale su luzzu o su "Il-Gardjola" che rappresenta la tutela e l'osservanza) . I colori sovrapposti del logo rappresentano "i valori di diversità e inclusione di Malta". 

## Giochi

### Stati partecipanti
- Andorra (98)
- Cipro (187)
- Islanda (73)
- Liechtenstein (19)
- Lussemburgo (130)
- Malta (214)
- Monaco (98)
- Montenegro (6)
- San Marino (51)

### Gli sport
Sono previste le seguenti competizioni:  
- Atletica leggera (dettagli)
- Judo (dettagli)
- Nuoto (dettagli)
- Pallacanestro 3x3 (dettagli)
- Pallacanestro (dettagli)
- Rugby a 7 (dettagli)

- Squash (dettagli)
- Tennis (dettagli)
- Tennistavolo (dettagli)
- Tiro a segno (dettagli)
- Vela (dettagli)

### Sedi di gara
| Sport/Event   | Sede di gara                             | Città             |
| ------------- | ---------------------------------------- | ----------------- |
| Atletica      | Matthew Micallef St. John Stadium        | Marsa             |
| Pallacanestro | Ta’Qali Basketball Stadium               | Ta' Qali          |
| Judo          | National Sports School                   | Pembroke          |
| Rugby a 7     | Hibernians Stadium                       | Paola             |
| Vela          | Gillieru                                 | Baia di San Paolo |
| Tennistavolo  | University Sports Hall                   | Msida             |
| Tiro          | Kirkop Sports Complex                    | Kirkop            |
| Nuoto         | National Swimming Pool Complex Tal Qroqq | Msida             |
| Tennis        | Marsa Sports Club                        | Marsa             |
| Squash        | Marsa Sports Club                        | Marsa             |

## Calendario
| ● | Cerimonia di apertura |  | Competizioni | ● | Finali | ● | Cerimonia di chiusura |

| Maggio/Giugno     | 29 Lun            | 30 Mar | 31 Mer | 1 Gio | 2 Ven | 3 Sab | Totale |     |
| ----------------- | ----------------- | ------ | ------ | ----- | ----- | ----- | ------ | --- |
| Cerimonie         | Cerimonie         | ●      |        |       |       |       | ●      |     |
| Atletica leggera  | Atletica leggera  |        | 10     |       | 10    |       | 9      | 29  |
| Pallacanestro 3x3 | Pallacanestro 3x3 |        |        | ●     | 2     |       |        | 2   |
| Pallacanestro     | Pallacanestro     | ●      | ●      | ●     | ●     | ●     | 2      | 2   |
| Judo              | Judo              |        | 7      |       | 2     |       |        | 9   |
| Rugby a 7         | Rugby a 7         |        |        | ●     |       | 2     |        | 2   |
| Vela              | Vela              | ●      | ●      | ●     | ●     | ●     | 7      | 7   |
| Tiro a segno      | Tiro a segno      |        | ●      | 4     | ●     | 2     | 1      | 7   |
| Squash            | Squash            | ●      | 2      | ●     | 1     | 2     | 1      | 6   |
| Nuoto             | Nuoto             |        | 12     | 10    | 8     | 10    |        | 40  |
| Tennistavolo      | Tennistavolo      |        | ●      | 2     | 2     | ●     | 2      | 6   |
| Tennis            | Tennis            | ●      | ●      | ●     | ●     | 3     | 2      | 5   |
| Totale            | Totale            | 0      | 35     | 16    | 28    | 19    | 27     | 125 |
| Maggio/Giugno     | 29 Lun            | 30 Mar | 31 Mer | 1 Gio | 2 Ven | 3 Sab | Totale |     |

## Medagliere
| Pos.   | Paese         | Oro | Argento | Bronzo | Totale |
| ------ | ------------- | --- | ------- | ------ | ------ |
| 1      | Malta         | 38  | 30      | 29     | 97     |
| 2      | Cipro         | 30  | 28      | 29     | 87     |
| 3      | Lussemburgo   | 16  | 22      | 28     | 66     |
| 4      | Monaco        | 13  | 8       | 12     | 33     |
| 5      | Islanda       | 11  | 13      | 18     | 42     |
| 6      | San Marino    | 6   | 9       | 7      | 22     |
| 7      | Montenegro    | 5   | 6       | 8      | 19     |
| 8      | Andorra       | 4   | 7       | 10     | 21     |
| 9      | Liechtenstein | 2   | 2       | 5      | 9      |
| Totale | Totale        | 125 | 125     | 146    | 396    |